# Безопасность товара
Безопасность товара — состояние товара в обычных условиях его использования, хранения, транспортировки и утилизации, при котором риск вреда жизни, здоровью и имуществу потребителя ограничен допустимым уровнем. 
Требования к безопасности товара являются одним из основных механизмов защиты прав потребителей. Потребитель, приобретая товар или услугу, имеет право на то, чтобы этот товар или услуга, при надлежащих для условиях хранения, использования, транспортировки и утилизации, являлись безопасными как для его жизни и здоровья, так и для окружающей среды, а также не причинили вред имуществу потребителя. Для обеспечения безопасности товара или услуги существуют специальные требования, являющиеся обязательными, установленные законом.

## Право на безопасность
Право на безопасность было включено в «Билль о правах потребителя», введённый в США при президенте Джон Кеннеди. Билль был одним из первых нормативных актов, регламентировавших права потребителей и создававших юридические механизмы их защиты. Требование к безопасности основано на том, что потребитель может не знать обо всех свойствах товара, часть из которых может быть скрытой (см. Асимметричность информации). Кроме того, использование товара может требовать соблюдения правил обращения с ним. Нарушение этих правил может вести к поломке и/или причинению ущерба жизни, здоровью и имуществу потребителя. Сам потребитель не может и обязан догадываться об особенностях эксплуатации товара.

## Методы обеспечения безопасности
В разных странах существуют государственные органы, в чью компетенцию входит надзор за потребительским рынком. Обеспечение безопасности потребительских товаров и услуг является одним из направлений их деятельности. В США таким органом является Комиссия по безопасности потребительских товаров (англ. Consumer Product Safety Commission), существующая с середины 1960-х годов. В России аналогичные функции выполняет Роспотребнадзор.
Существуют различные методы, повышающие безопасность товара для потребителя.
1. Информирование потребителя — раскрытие всей информации, необходимой для безопасного пользования товаром. Информация должна быть доступна до покупки и после нее. В частности, должна прилагаться инструкция на родном для потребителя языке.
2. Обязательное получение сертификата о безопасности товара. Для этого могут устанавливаться специальные требования, соблюдение которых проверяется перед выдачей сертификата.
3. Установление срока годности - периода, по истечении которого товар считается непригодным для использования по назначению.

Государство может также создавать и поддерживать систему информирования о небезопасных товаров. Например, в Европейском союзе действует Портал безопасности (англ. Safety Gate). Он является оперативной системой предупреждения об опасных непродовольственных товарах. Через него производитель или продавец может добровольно проинформировать о небезопасном товаре. Портал также способствует распространению информации и координации действий национальных властей.
https://ec.europa.eu/info/business-economy-euro/product-safety-and-requirements/product-safety/safety-gate_en

## Небезопасный товар
Продажа товара, не соответствующего требованиям безопасности, дает потребителю право требовать возмещения причиненного ущерба. Нередко производители соглашаются добровольно отремонтировать или заменить товар при обнаружении в нем конструктивных недостатков. Примером может служить добровольный отзыв автомобилей.